# Tortricopsis aulacois
Tortricopsis aulacois là một loài bướm đêm thuộc họ Oecophoridae. Nó được tìm thấy ở Lãnh thổ Thủ đô Úc, New South Wales, Queensland, Tasmania và Victoria.

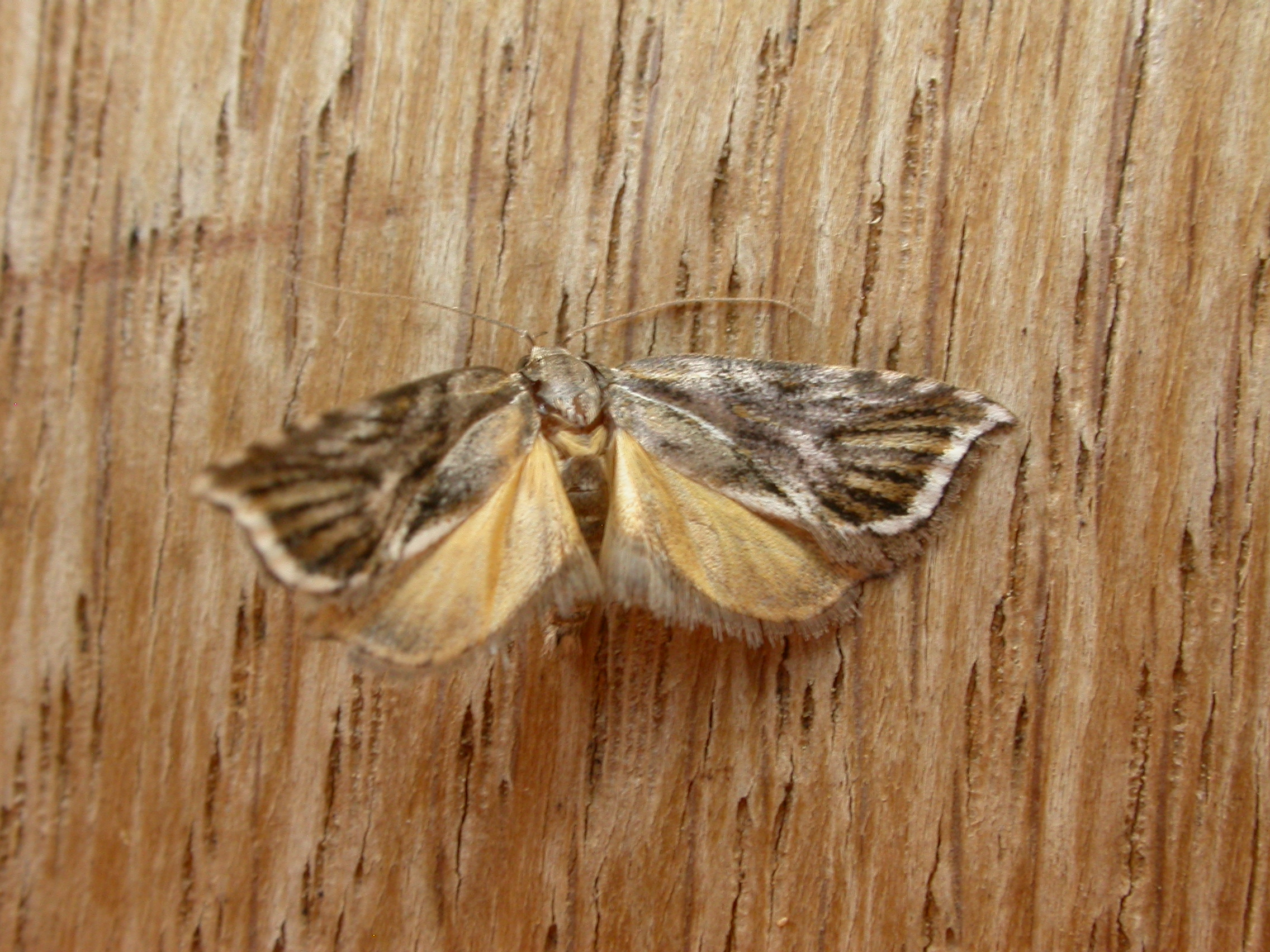

Ấu trùng có thể ăn các loài Callitris, because cá thể trưởng thành được ghi nhận on this plant.

## Hình ảnh

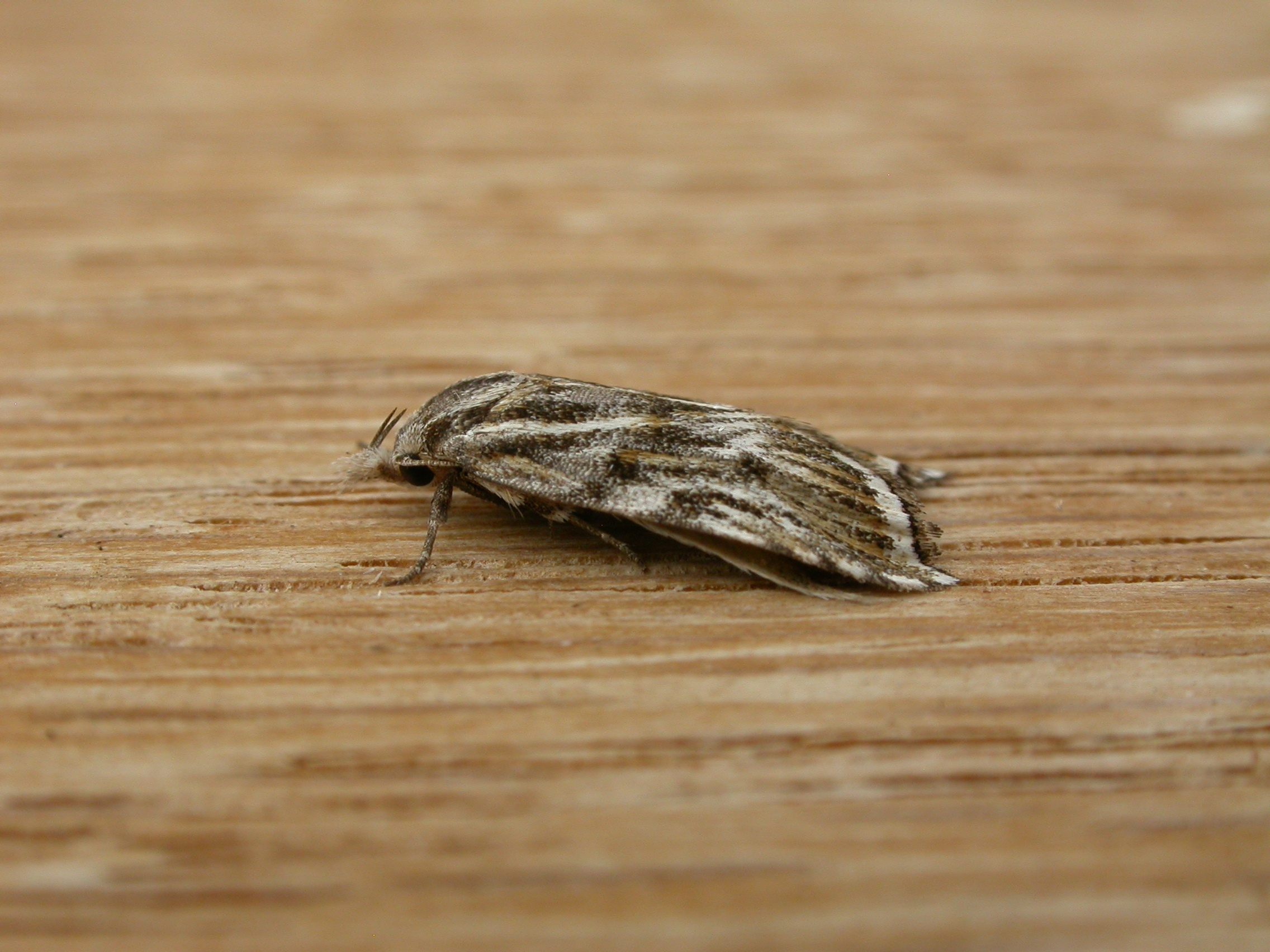